# Sarcopera
Sarcopera é um género de plantas com flores pertencentes à família Marcgraviaceae.
A sua distribuição nativa é na América Central e Tropical do Sul.
Espécies:
- Sarcopera anomala (Kunth) Bedell
- Sarcopera aurantiaca (Spruce ex Gilg) de Roon & S.Dressler
- Sarcopera cordachida (G.Don) Bedell ex S.Dressler
- Sarcopera flammifera de Roon & Bedell
- Sarcopera oxystylis (Baill.) Bedell ex Gir.-Cañas
- Sarcopera rosulata de Roon & Bedell
- Sarcopera sessiliflora (Triana & Planch.) Bedell
- Sarcopera tepuiensis (de Roon) Bedell